# Anthony (Texas)
Anthony es un pueblo ubicado en el condado de El Paso en el estado estadounidense de Texas. En el Censo de 2010 tenía una población de 5.011 habitantes y una densidad poblacional de 298,39 personas por km².

## Geografía
Anthony se encuentra ubicado en las coordenadas 31°59′1″N 106°35′46″O / 31.98361, -106.59611. Según la Oficina del Censo de los Estados Unidos, Anthony tiene una superficie total de 16.79 km², de la cual 16.58 km² corresponden a tierra firme y (1.3%) 0.22 km² es agua.

## Demografía
Según el censo de 2010, había 5.011 personas residiendo en Anthony. La densidad de población era de 298,39 hab./km². De los 5.011 habitantes, Anthony estaba compuesto por el 72.04% blancos, el 9.18% eran afroamericanos, el 2.33% eran amerindios, el 0.94% eran asiáticos, el 0.22% eran isleños del Pacífico, el 12.39% eran de otras razas y el 2.89% pertenecían a dos o más razas. Del total de la población el 69.41% eran hispanos o latinos de cualquier raza.

## Educación

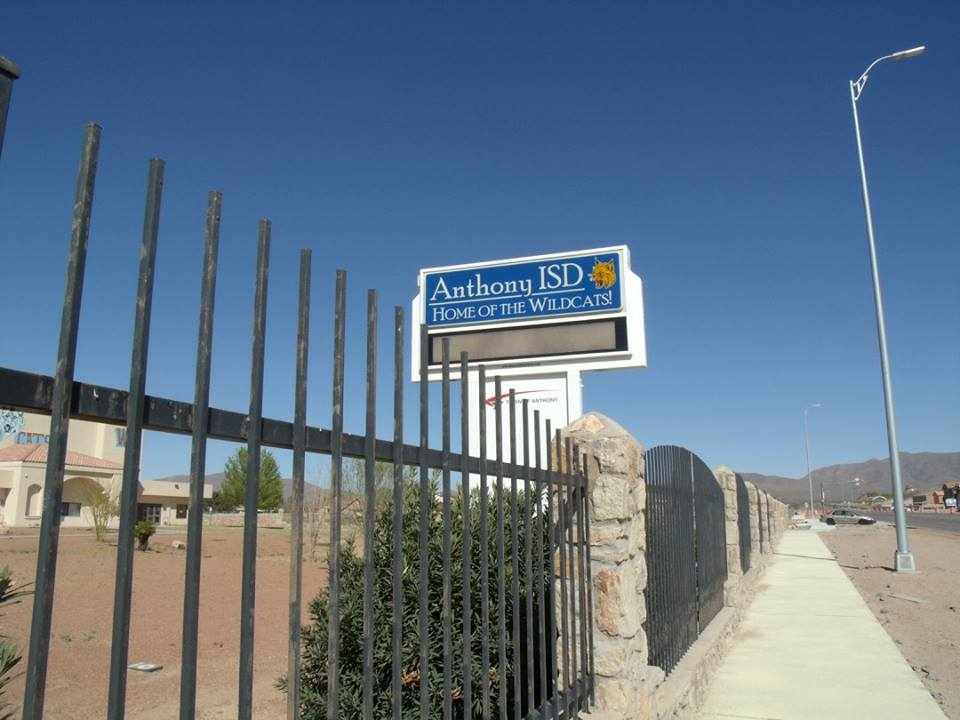
Letrero de Anthony ISD

El Distrito Escolar Independiente de Anthony (AISD por sus siglas en inglés) gestiona las escuelas públicas de Anthony.